# 薛方
薛方（前1世纪—1世纪），字子容，西汉末年高士、辞赋家。齐国（今山东省淄博市临淄）人。
薛方曾为郡掾祭酒，朝廷多次征召不至。王莽执政，用安车迎接征召他。薛方辞谢：尧舜在上，当有巢父、许由。陛下要推行唐虞之德，我则要守我归隐之节。表示效法古代许由隐居箕山之风，辞谢不仕。王莽也不强求。薛方就居家以教授经书为生，以清名显著于当时。薛方善於写文章，著有诗赋数十篇，后世已经佚失。汉光武帝即位，再次征召他，薛方在途中病故。后来以薛方诡对借指拒违君王意愿的机敏辩答。晋朝桓温《荐谯元彦表》：“杜门绝迹，不面伪庭。进免龚胜亡身之祸，退无薛方诡对之讥。” 